# Apetatitlán de Antonio Carvajal
Apetatitlán de Antonio Carvajal là một đô thị thuộc bang Tlaxcala, México. Năm 2005, dân số của đô thị này là 12268 người.